# Rauville-la-Bigot

Rauville-la-Bigot este o comună în departamentul Manche, Franța. În 1 ianuarie 2022 avea o populație de 1.091 de locuitori.